# Warren Abery
Warren Abery (Durban, 28 juni 1973) is een golfprofessional en speelt op de Sunshine Tour.

## Amateur
Zijn belangrijkste overwinning als amateur was het Zuid-Afrikaans Amateur Kampioenschap, waarbij hij op Schoeman Park de finale won van landgenoot Jean Hugo. In 1996 kwam hij voor zijn land uit in de Eisenhower Trophy.

### Gewonnen
- 1994: Natal Amateur
- 1995: Natal Amateur, South African Amateur

## Professional
Abery werd in 1997 professional. Op de Europese Tourschool van 2011 eindigde hij op de 38ste plaats, zodat hij in categorie 11 terechtkwam en enkele toernooien in 2012 op de Europese PGA Tour speelde.
Omdat diverse toernooien voor meer dan één Tour meetellen, is het mogelijk ook op de Order of Merit van een andere Tour een behoorlijk resultaat te bereiken. Zo staat Abery in maart 2012 na het Joburg Open en het Afrika Open, die beide meetellen voor de Sunshine Tour en de Europese Tour, nummer 131 op de Europese Order of Merit. 

### Gewonnen
Sunshine Tour
- 1998: ABSA Bank Corporate Challenge
- 2001: Graceland Challenge
- 2005: Sun City Touring Pro-Am
- 2006: PGA Kampioenschap, Nashua Masters
- 2007: Nashua Golf Challenge
- 2010: Nashua Masters
- 2011: Nedbank Affinity Cup